# Siergiej Abramow (hokeista)
Siergiej Michajłowicz Abramow, ros. Сергей Михайлович Абрамов (ur. 15 września 1959 w Kazaniu) – rosyjski hokeista, reprezentant Rosji, olimpijczyk. Trener hokejowy.

## Kariera
- SK im. Urickogo Kazań (1984-1987)
- Itił Kazań (1991-1995)
- Ak Bars Kazań (1997-1999)

Wieloletni zawodnik Ak Barsu Kazań (w klubie od 1980). Ponadto grał w klubach SKA Kujbyszew, Naftowik Leninogorsk, Sputnik Almietjewsk.
Uczestniczył w turniejach zimowych igrzyskach olimpijskich 1994 oraz mistrzostw świata w 1995.
Po zakończeniu kariery w 1999 został trenerem bramkarskim w klubie AK Bars i nadal nim pozostaje.

## Sukcesy
Klubowe
- Złoty medal mistrzostw Rosji: 1998 z Ak Barsem Kazań
- Brązowy medal mistrzostw Rosji: 1999 z Ak Barsem Kazań

Indywidualne
- Superliga rosyjska 1993/1994: Najlepszy Bramkarz Sezonu
- Superliga rosyjska 1994/1995: Najlepszy Bramkarz Sezonu

Wyróżnienie
- Zasłużony trener Rosji